# レロン・リチャーズ
レロン・ジャーメイン・リチャーズ（Lerrone Jermaine Richards、1992年8月25日 - ）は、イギリスのプロボクサー。グレーター・ロンドンニュー・マルデン出身。現IBO世界スーパーミドル級王者。

## 来歴
2016年8月15日、フランク・ウォーレンのクィーンズ・ベリー・プロモーションズと契約した。
2019年4月27日、ウェンブリー・アリーナでトミー・ラングフォードとWBOインターナショナル及びコモンウェルスイギリス連邦スーパーミドル級王座決定戦を行い、12回3-0（116-113、118-110、118-111）の判定勝ちを収め両王座を獲得した。
2020年12月4日、ウェンブリー・アリーナでティモ・ラインと対戦し、8回80-72の判定勝ちを収めた。尚リチャーズはこの試合からマッチルーム・スポーツに移籍初戦となった。
2021年5月15日、マンチェスター・アリーナで元WBA世界スーパーミドル級王者のジョバンニ・デ・カロリスとEBUヨーロッパスーパーミドル級王座決定戦を行い、12回3-0（119-109、2者が120-108）の判定勝ちを収め王座を獲得した。
2021年12月18日、マンチェスター・アリーナでIBO世界スーパーミドル級王者のカルロス・ゴンゴラと対戦し、12回2-1（2者が115-113、112-116）の判定勝ちを収め王座を獲得した。

## 獲得タイトル
- WBOヨーロッパスーパーミドル級王座
- WBOインターナショナルスーパーミドル級王座
- コモンウェルスイギリス連邦スーパーミドル級王座
- EBUヨーロッパスーパーミドル級王座
- IBO世界スーパーミドル級王座